# An Nhơn, Thành phố Hồ Chí Minh
An Nhơn là một phường thuộc Thành phố Hồ Chí Minh, Việt Nam.

## Địa lý
Phường An Nhơn có vị trí địa lý:
- Phía bắc giáp phường An Phú Đông
- Phía đông bắc giáp phường Bình Lợi Trung
- Phía đông nam giáp phường Hạnh Thông
- Phía tây nam giáp phường Gò Vấp

Phường An Nhơn có diện tích 3,23 km², dân số năm 2025 là 96.717 người, mật độ dân số đạt 29.943 người/km².

## Lịch sử
Ngày 16 tháng 6 năm 2025, Ủy ban Thường vụ Quốc hội ban hành Nghị quyết số 1685/NQ-UBTVQH15 về việc sắp xếp các đơn vị hành chính cấp xã của Thành phố Hồ Chí Minh năm 2025 (có hiệu lực từ ngày 16 tháng 6 năm 2025). Theo đó, sắp xếp toàn bộ diện tích tự nhiên, quy mô dân số của phường 5 và phường 6 của quận Gò Vấp cũ thành phường An Nhơn.